# Поляков Денис Олександрович
Дени́с Олекса́ндрович Поляко́в (біл. Дзяні́с Алякса́ндравіч Паляко́ў, рос. Дени́с Алекса́ндрович Поляко́в, нар. 17 квітня 1991, Мінськ) — білоруський футболіст, захисник клубу Хапоель (Хайфа).

## Клубна кар'єра
У дорослому футболі дебютував 2009 року виступами за команду клубу «Шахтар» (Солігорськ), кольори якої захищав до кінця 2011 року, провівши за цей час 55 матчів у чемпіонаті.
10 грудня 2011 року перейшов у БАТЕ за 600 тис. доларів. Наразі встиг відіграти за команду з Борисова 13 матчів в національному чемпіонаті.

## Виступи за збірні
Виступав у складі юнацької збірної Білорусі, взяв участь у 3 іграх на юнацькому рівні.
З 2011 року залучався до складу молодіжної збірної Білорусі, разом з якою став бронзовим призером молодіжного чемпіонату Європи 2011 року. Всього на молодіжному рівні зіграв у 11 офіційних матчах.
17 листопада 2010 року у віці 19 років дебютував в офіційних матчах у складі національної збірної Білорусі в товариському матчі проти збірної Оману, який завершився перемогою європейців з рахунком 4-0.
Наразі провів у формі головної команди країни 58 матчів, в яких забив 1 гол.

## Досягнення
- Чемпіон Білорусі (7):

БАТЕ: 2012, 2013, 2014, 2015, 2016, 2017, 2018
- Чемпіон Кіпру (1):

АПОЕЛ: 2017-18
- Чемпіон Казахстану (1):

«Кайрат»: 2020
- Володар Кубка Білорусі (1):

БАТЕ: 2014-15
- Володар Суперкубка Білорусі (5):

БАТЕ: 2013, 2014, 2015, 2016, 2017
- Володар Кубка Казахстану (1):

«Кайрат»: 2021
- Фіналіст Кубка Співдружності (1): 2011
- Бронзовий призер молодіжного чемпіонату Європи: 2011